# Hermann Manzke
Hermann Manzke (* 13. Mai 1933 in Stettin) ist ein deutscher Mediziner (Pädiater) und Hochschullehrer.

## Leben
Hermann Manzke studierte Humanmedizin an der Christian-Albrechts-Universität zu Kiel und promovierte dort 1959. Anschließend an seiner Facharztausbildung war er an der Universitäts-Kinderklinik in Kiel tätig, seit 1972 als leitender Oberarzt. Im Jahre 1970 habilitierte er sich an der Universität Kiel und wirkte dort neben seiner fachärztlichen Tätigkeit als Pädiater seit 1975 als außerplanmäßiger Professor für Kinderheilkunde mit den Schwerpunkten auf Perinatalmedizin und Pneumologie. Von 1987 bis 1996 wirkte er als Chefarzt am Kinderkrankenhaus Seehospiz Norderney, von 1997 bis 2004 schließlich als leitender Arzt am Fachklinikum Borkum. 

## Veröffentlichungen (Auswahl)
- Exogene Überstimulierung der Ovarien und ihre Folgen. Eine morphologische Studie an den Eirstöcken der Frau und des geschlechtsreifen Kaninchens. Dissertation Universität Kiel 1959.
- Untersuchungen über das extra-intralzelluläre Säure-Basengleichgewicht, dem Bohr-Effekt und das Adenylsäuresystem im Blut atemgestörter Frühgeborener im Vergleich zu gesunden Kindern. Habilitationsschrift Universität Kiel 1970.
- Entwicklungsprognose von Kindern mit perinatalen Risikofaktoren. Ergebnisse aus der prospektiven Untersuchungsstudie "Schwangerschaftsverlauf und Kindesentwicklung". Fischer, Stuttgart 1984, ISBN 3-437-10919-7.
- (Mitautor): Klaus-Ditmar Bachmann (Hrsg.): Pädiatrie in Praxis und Klinik. Vier Bände. 2. Aufl. Fischer, Stuttgart 1989/1990.
- (Mitautor): Claus Simon (Hrsg.): Pädiatrie. Lehrbuch der Kinderheilkunde und Jugendmedizin. 7. Aufl. Schattauer, Stuttgart 1995, ISBN 3-7945-1647-8.
- Entscheidet die Geburt über das Schicksal? Risikokinder einst und jetzt. Hansisches Verlags-Kontor, Lübeck 1998, ISBN 3-87302-092-0.
- Sanitätsrat Dr. August Steffen (1825–1910). Nestor und Spiritus rector der Kinderheilkunde in Deutschland und Mitteleuropa. Ludwig, Kiel 2005, ISBN 3-937719-27-X.
- Von Hökendorf nach Heikendorf. Autobiographische Anthologie. Manzke, Heikendorf 2015.
- Bilder aus der Vergangenheit. Autobiographische Kaleidoskopie. Manzke, Heikendorf 2015.